# Astralium nakamineae
Astralium nakamineae là một loài ốc biển thuộc họ Turbinidae.